# علی‌آباد ملاعلی
 علی‌آباد ملاعلی، روستایی از توابع بخش حبیب آباد شهرستان برخوار در استان اصفهان است.
قدمت روستا تقریب به ۱۵۰ سال است .

## جمعیت
این روستا در دهستان برخوار شرقی قرار دارد و براساس سرشماری مرکز آمار ایران در سال ۱۳۸۵، جمعیت آن ۲٬۷۰۲ نفر (۶۷۶خانوار) بوده‌است.